# Damao (köpinghuvudort i Kina, Hainan Sheng, lat 18,85, long 110,39)
Damao är en köpinghuvudort i Kina. Den ligger i provinsen Hainan, i den södra delen av landet, omkring 130 kilometer söder om provinshuvudstaden Haikou. Antalet invånare är 25 309. Befolkningen består av 11 642 kvinnor och 13 667 män. Barn under 15 år utgör 22,0 %, vuxna 15-64 år 69 %, och äldre över 65 år 7,0 %.
Närmaste större samhälle är Wanning, 5,6 km söder om Damao. Omgivningarna runt Damao är en mosaik av jordbruksmark och naturlig växtlighet.
Genomsnittlig årsnederbörd är 2 185 millimeter. Den regnigaste månaden är september, med i genomsnitt 364 mm nederbörd, och den torraste är januari, med 20 mm nederbörd.